# Antera Duke
Antera Duke (geboren um 1735 in Akwa Akpa, heute zu Nigeria; gestorben um 1809) war ein Sklavenhändler aus dem Volk der Efik. Er ist insbesondere durch sein bis heute erhaltenes Tagebuch bekannt, welches eine bedeutende Quelle für die Forschung zur Geschichte Afrikas im 18. Jahrhundert darstellt.
Duke wird erstmals in einem Geschäftsbuch von 1769 bis 1770 des Sklavenschiffs Dobson als Sklavenhändler mit dem Titel King Warr erwähnt. Die Bedeutung dieses Titels ist unbekannt, dürfte aber auf eine hohe gesellschaftliche Stellung schließen lassen. Antera Duke verkaufte den Händlern der Dobson insgesamt 37 Sklaven aufgeteilt auf vierzehn verschiedene Tage. Es handelte sich verhältnismäßig um ein langsames Geschäft und die Sklaven wurden nur in kleinen Mengen verkauft.
Antera Duke schrieb sein Tagebuch von 1785 bis 1788 in nigerianischem Pidgin und beschreibt darin sein tägliches Geschäft sowie seine Kontakte zu britischen Sklavenhändlern. Einige Jahre nach seinem Tod wurde sein Tagebuch von einem schottischen Missionar nach Edinburgh gebracht. Das Tagebuch stellt die einzige zeitgenössische erhaltene Quelle dar, die den atlantischen Sklavenhandel aus afrikanischer Perspektive betrachtet.